# Chedric Seedorf
Chedric Seedorf (Naarden, 20 april 1983) is een Nederlands -Surinaams voormalig voetballer. Hij stond als middenvelder onder contract bij onder meer NAC Breda, SC Cambuur, Croix de Savoie, AC Milan, AC Monza Brianza en SV The Brothers.

## Clubvoetbal

### Jeugd
Seedorf genoot jeugdopleidingen bij Ajax, Real Madrid en Internazionale. Bij Ajax was hij een vaste waarde in de B1 en werd gezien als een talent voor de toekomst. Nadat er een verschil was van visie met directeur opleidingen Hans Westerhof, zagen Seedorf en zijn broer Jurgen weinig mogelijkheden meer bij de Amsterdamse club. In 1999 vertrokken de broers naar Madrid, om zich verder te ontwikkelen in de jeugd van Real Madrid. Bij Madrid speelde Seedorf alle wedstrijden, maar wegens de aanwezige sterspelers bij Real wist hij nooit door te breken naar het eerste elftal. Toen zijn broer Clarence verkocht werd aan Internazionale, besloot Seedorf met zijn broer mee te verhuizen om zich bij Inter verder te ontwikkelen en eventueel meer kans te maken om door te breken. Bij Inter speelde Seedorf alle wedstrijden in de jeugd, maar er was weinig kans voor hem om te spelen in het eerste. Hierop besloot Seedorf terug te keren naar Nederland, waar hij zich kon aansluiten bij het eerste elftal van NAC Breda, dat uitkomt in de Eredivisie.

### NAC Breda
Seedorf maakte in het seizoen 2000/01 zijn debuut bij NAC Breda, dat onder leiding stond van Henk ten Cate. In zijn periode van twee jaar bij NAC Breda kende de jonge Seedorf veel concurrentie voor zijn positie op het middenveld. Bij de 3 wedstrijden die hij speelde werd de middenvelder op een ongebruikelijke positie opgesteld, namelijk als rechtsback. Naast enkele familieproblemen en een verschil van visie op het gebied van voetbal had Seedorf moeite om zich goed te aarden bij de club in Breda en besloot zijn carrière te beëindigen.

### AC Legnano
Na een afwezigheid van 2 jaar in de voetballerij besloot Seedorf het voetbal weer op te pakken. Hij begon weer met een inhaalslag op de trainingsvelden van AC Legnano, waar hij na een gesprek met Marco Simone, clubpresident en een vriend van de familie Seedorf, zou gaan voetballen. Zoekend naar zijn oude niveau, speelt Seedorf enkele wedstrijden in het reserve-elftal, maar tot duels in de Serie C kwam hij niet, waarna Seedorf vertrok naar AS Pizzighettone om meer speeltijd te kunnen krijgen.

### AS Pizzighettone
Bij AS Pizzighettone werd Seedorf meer speeltijd gegund. In het seizoen 2006/2007 speelde Seedorf twee wedstrijden in de Serie C. Hoewel hij speelminuten kreeg, was dit niet voldoende voor de voetballiefhebber Seedorf, hij liet zich verleiden naar een overgang naar het Belgische KV Oostende, dat hem graag zag komen vanuit Italië.

### KV Oostende
In de zomer van 2007 kwam Seedorf naar KV Oostende. Na een hoopvolle start, wist Seedorf bij de Belgische Tweedeklasser geen basisplaats af te dwingen. Hierop bereikten Seedorf en KV Oostende een akkoord om het doorlopende contract op 1 januari 2008 te ontbinden. Seedorf had hierdoor de vrijheid om transfervrij op zoek te gaan naar een nieuwe club..

### AC Milan
Na enkele trainingen bij AC Milan, besloot de club Seedorf een tweejarig contract aan te bieden. Naar Seedorfs eigen zeggen niet met oog op speeltijd in het eerste elftal, maar om Seedorf een nieuwe kans tot slagen te geven in de voetballerij. Na één maand te hebben verbleven in Lombardije, wist hij het bestuur van Olympique Croix de Savoie te overtuigen van zijn kwaliteiten. Dit resulteerde in een overstap op huurbasis naar de Savoyaardse club dat uitkomt in de Franse derde divisie.

### Croix de Savoie
Bij Croix de Savoie wordt Seedorf met veel warmte onthaald door de club en de media. De huurling van AC Milan maakt zijn debuut op 20 september 2008 voor de Savoyaardse club, waar thuis met 1-0 gewonnen wordt van Calais RUFC. Hoewel trainer Pascal Dupraz in een interview aangaf onder de indruk te zijn van zijn techniek, is Seedorf nog zoekend naar zijn topvorm en maakt de middenvelder vooral zijn minuten in dienst van het reserve-elftal van Olympique Croix de Savoie 74. Na een teleurstelling van beide partijen, werd na goed overleg tussen Seedorfs zaakwaarnemer Winnie Haatrecht en de Savoyaardse club in januari 2009 het huurcontract beëindigd. Hierdoor kon Seedorf vertrekken naar het geïnteresseerde HFC Haarlem, dat Seedorf gedurende de tweede seizoenshelft huurde van AC Milan.

### HFC Haarlem
Vanaf de winterstop stond Chedric onder contract bij HFC Haarlem. Ook hier kreeg de middenvelder geen officiële speeltijd bij de eerstedivisionist. In juli 2009 werd via de officiële kanalen bekendgemaakt dat Seedorf de overstap naar AC Monza Brianza maakte.

### AC Monza Brianza
Met ingang van het seizoen 2009/10 kwam Seedorf uit voor AC Monza Brianza, de club waar zijn broer Clarence Seedorf mede-eigenaar was. Chedric Seedorf werd op 14 juli 2009 gepresenteerd aan de media. Ook zijn neef Stefano Seedorf tekenende een contract bij de Italiaanse laagvlieger.

## Interlands

### Nederland -16
Seedorf kwam tijdens zijn periode als jeugdspeler van AFC Ajax en Real Madrid diverse malen uit voor het Nederlands voetbalelftal -16, een voetbalelftal voor de meeste talentvolle Nederlandse voetballers onder de 16 jaar. Het team kwalificeerde zich voor het Europees kampioenschap voetbal onder 16 van 2000, waar het verloor in de halve finale, maar uiteindelijk toch de verliezersfinale won tegen Griekenland. Het is niet bekend hoeveel jeugdinterlands Seedorf op z'n naam heeft staan.

## Statistieken
| Seizoen                    | Club                       | Land                       | Competitie        | Wedstrijden | Goals |
| -------------------------- | -------------------------- | -------------------------- | ----------------- | ----------- | ----- |
| 2000/01                    | NAC Breda                  | Nederland                  | Eredivisie        | 3           | 0     |
| 2001/02                    | NAC Breda                  | Nederland                  | Eredivisie        | 0           | 0     |
| 2005/06                    | AC Legnano                 | Italië                     | Serie C2          | 0           | 0     |
| 2006/07                    | AS Pizzighettone           | Italië                     | Serie C1          | 2           | 0     |
| 2007/08                    | KV Oostende                | België                     | Tweede klasse     | 0           | 0     |
| 2008                       | Cambuur Leeuwarden         | Nederland                  | Eerste divisie    | 1           | 0     |
| 2008                       | AC Milan                   | Italië                     | Serie A           | 0           | 0     |
| 2008/09                    | Olympique de Savoie        | Frankrijk                  | National          | 1           | 0     |
|                            | HFC Haarlem                | Nederland                  | Eerste divisie    | 0           | 0     |
| 2009/10                    | AC Monza Brianza           | Italië                     | Serie C           | 11          | 0     |
| 2010/11                    | AC Monza Brianza           | Italië                     | Serie C           | 6           | 1     |
| 2011/12                    | SV The Brothers            | Suriname                   | SVB-Eerste Klasse | 0           | 0     |
| Bijgewerkt tot 05 mei 2011 | Bijgewerkt tot 05 mei 2011 | Bijgewerkt tot 05 mei 2011 | Totaal            | 24          | 1     |

## Privé
Naast Chedric zitten er meer talentvolle voetballers in de familie Seedorf:
- Clarence Seedorf (broer), succesvolle middenvelder van onder meer AC Milan en het Nederlands voetbalelftal.
- Jurgen Seedorf (broer), voormalig speler van De Graafschap en de jeugdopleiding van Ajax.
- Stefano Seedorf (neef), voetballer van onder meer Ajax, NAC Breda en FC Groningen.
- Regilio Seedorf (neefje), voetballer van KSK Beveren en de jeugdopleiding van Sparta Rotterdam.
- Rahmlee Seedorf (neefje), voormalig voetballer van Jong FC Den Bosch en de jeugdopleiding van SBV Vitesse

## Voetnoten
1. ↑  Voetbalprimeur — Chedric Seedorf vertrekt bij KV Oostende.
2. ↑  Voetbalzone — Seedorf geeft neef en broer contract bij Monza